# V.44
V.44 – to rekomendacja CCITT (obecnie ITU-T), która specyfikuje adaptatywny standard kompresji danych stosowany w modemach wdzwanianych (połączenie wdzwaniane, ang. dial-up) standardu V.92. Kompresja standardu V.44 oferuje trochę lepszą jakość kompresji dla pewnych rodzajów danych niż standard V.42bis, średnio zwiększając o ok. 5% przepustowość łączy (w stosunku do V.42bis). Standard V.44 bazuje na technice kompresji LZJH (Lempel-Ziv-Jeff-Heath) opracowanej przez firmę Hughes Electronics dla technologii DirecPC i przeznaczonej pierwotnie dla internetowej łączności satelitarnej.